# 아카기 하루에
아카기 하루에(赤木春恵, 1924년 3월 14일 ~ 2018년 11월 29일)는 일본의 배우이다.

## 방송
- 대지의 fanfare
- 도쿄타워 - 엄마와 나, 때때로 아버지
- 3학년 B반 킨파치선생 2
- 3학년 B반 킨파치선생 1

## 영화
- 페코로스, 어머니 만나러 갑니다 (2013년) - 오카노 미츠에 역[1]
- 도쿄 타워 (2007년)
- 아아 결혼 (1990년)
- 3학년 B반 킨파치 선생님 2 (1980년)
- 3학년 B반 킨파치 선생님 (1979년)
- 들개 (1973년)
- 미야모토 무사시 (1961년)
- 소년 사루토비 사스케 (1959년)

## 가족 관계
손주인 노이리 토시키(野杁俊希)씨 1989년 태어났으나, 2023년 1월 2일에 사망하였다.